# マイ・セッタリング
マイ・セッタリング（Mai Zetterling, 1925年5月24日 - 1994年3月15日）は、スウェーデンの女優、映画監督、脚本家。

## フィルモグラフィ
- 『もだえ』 - Hets （1944年、出演）
- 『闇の中の音楽』 - Musik i mörker （1948年、出演）
- 『四重奏』 - Quartet （1948年、出演）
- 『三十六時間』 - The Lost People （1949年、出演）
- 『あの手この手』 - Knock on Wood （1954年、出演）
- 『黄金の賞品』 - A Prize of Gold （1955年、出演）
- 『二十七人の漂流者』 - Seven Waves Away （1956年、出演）
- 『歓喜のたわむれ』 - Älskande par （1964年、監督・脚本）
- 『夜のたわむれ』 - Nattlek （1966年、監督・脚本・原作）
- 『時よとまれ、君は美しい/ミュンヘンの17日』 - Visions of Eight （1973年、監督）
- 『バッド・ガールズ』 - Scrubbers （1982年、監督・脚本）
- 『ブラック・アジェンダ/隠された真相』 - Hidden Agenda （1990年、出演）
- 『ジム・ヘンソンのウィッチズ/大魔女をやっつけろ!』 - The Witches （1990年、出演）